# Phytomyza hellebori
Phytomyza hellebori är en tvåvingeart som beskrevs av Johann Heinrich Kaltenbach 1872. Phytomyza hellebori ingår i släktet Phytomyza och familjen minerarflugor.
Artens utbredningsområde är Tyskland. Arten har ej påträffats i Sverige. Inga underarter finns listade i Catalogue of Life.